# Lindholm (Smålandsfarvandet)
|  | Denne artikel omhandler Lindholm i Smålandsfarvandet. Der er også andre øer med dette navn, se Lindholm |
Lindholm er en lille ubeboet ø i Smålandsfarvandet mellem Lolland og Askø. Øen har tidligere været beboet af en håndfuld mennesker, men den sidste fastboende forlod øen midt i 1990'erne.
Jacob Ellehammer var den første i Europa der med en flyvemaskine hævede sig så meget som 50 centimeter fra jorden. Det skete på Lindholm den 12. september 1906.[kilde mangler]